# Chocolatier
Chocolatier, ou chocolateiro, é um profissional que se aprofundou na história, fabricação e criação de receitas com base no chocolate e seus derivados. Sua atuação ocorre junto a boutiques de chocolate, confeitarias, hotéis e restaurantes.

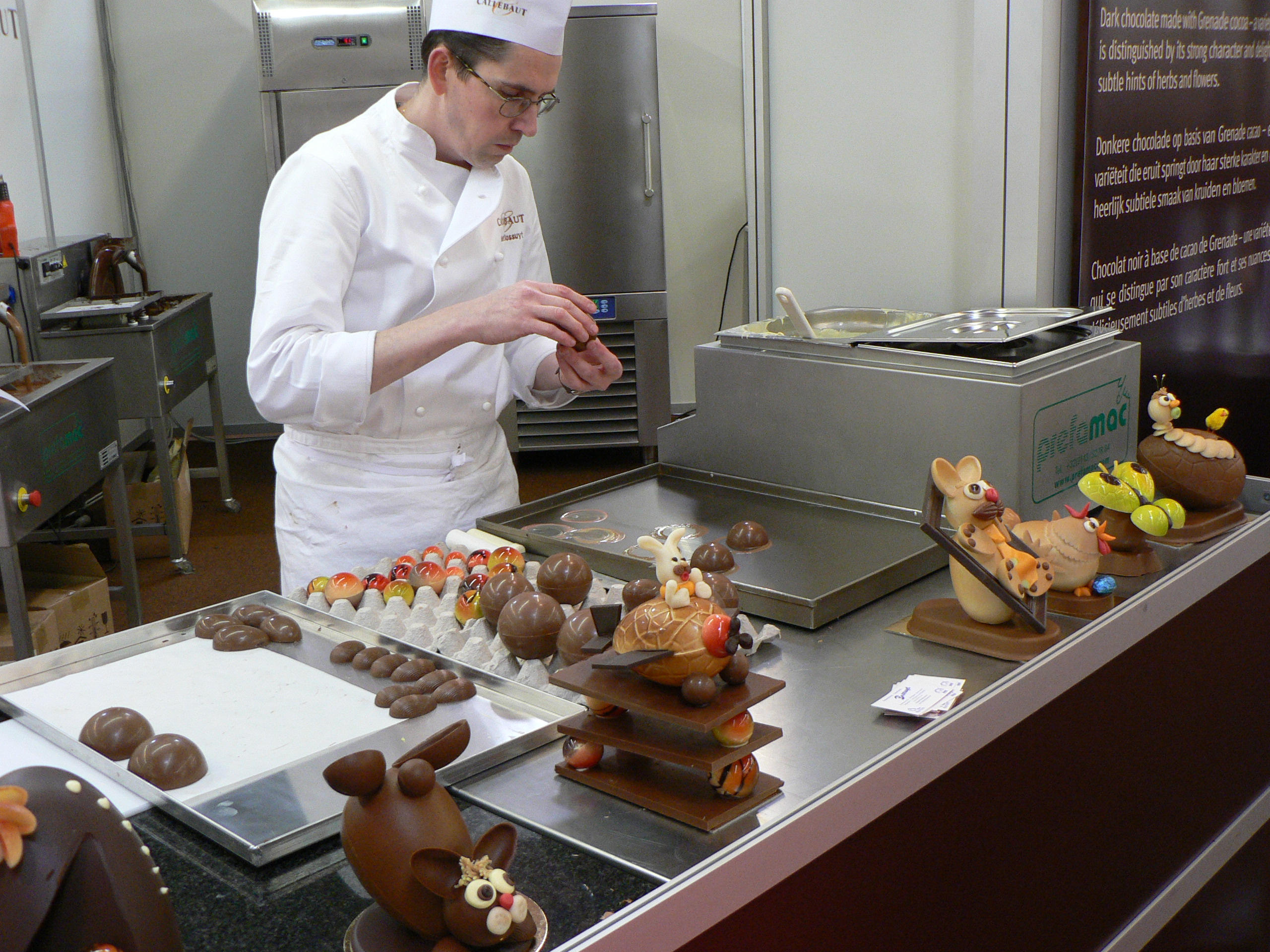
Um chocolatier fabricando ovos de páscoa.

Este profissional utiliza o chocolate em barras ou gotas como matéria-prima (normalmente chocolate gourmet de alta qualidade) e transforma sua textura, formato e sabor a fim de confeccionar diversos produtos derivados do chocolate, desde pequenos bombons até grandes esculturas.
O chocolatier se diferencia do "chocolate maker", na medida em que este último é o profissional que utiliza o cacau como matéria-prima, visando a sua transformação em barras de chocolate, o que não faz parte das competências dos chocolatiers.
No século XVIII, quando o chocolate passou a ser apreciado entre os portugueses, a Casa Real Portuguesa empregava um funcionário para o cargo de "Chocolateiro da Casa Real" em Lisboa, que não apenas criava doces e sobremesas, mas também era ligado ao Hospital Real Militar para fornecimento de bebidas feitas com base no cacau, prescritas aos oficiais feridos em razão de suas supostas propriedades curativas.